# Fussballclub Köniz 2017-2018
Questa voce raccoglie le informazioni riguardanti il Fussballclub Köniz nelle competizioni ufficiali della stagione 2017-2018.

## Stagione
Nella stagione 2017-2018 il Köniz, allenato da Bernard Pulver, concluse il campionato di Promotion League al 7º posto.

## Rosa
| N. |                            | Ruolo | Calciatore       |
| -- | -------------------------- | ----- | ---------------- |
| 1  | Svizzera (bandiera)        | P     | Severin Keller   |
| 2  | Svizzera (bandiera)        | D     | Marco Stauffiger |
| 3  | Svizzera (bandiera)        | D     | Cyril Rizzo      |
| 4  | Rep. Ceca (bandiera)       | D     | Jiří Koubský     |
| 5  | Argentina (bandiera)       | D     | Miguel Portillo  |
| 6  | Italia (bandiera)          | D     | Mattia Cinquini  |
| 7  | Svizzera (bandiera)        | A     | Qendrim Makshana |
| 8  | Svizzera (bandiera)        | C     | Cristian Miani   |
| 10 | Brasile (bandiera)         | C     | Guto             |
| 11 | Svizzera (bandiera)        | D     | Alejandro Henzi  |
| 12 | Serbia (bandiera)          | A     | Altin Osmani     |
| 13 | Svizzera (bandiera)        | D     | Imanol Carrasco  |
| 14 | Brasile (bandiera)         | C     | Vitor Huvos      |
| 15 | Svizzera (bandiera)        | A     | Raphaël Walther  |
| 16 | Rep. Dominicana (bandiera) | D     | César Ledesma    |

| N. |                               | Ruolo | Calciatore          |
| -- | ----------------------------- | ----- | ------------------- |
| 16 | Macedonia del Nord (bandiera) | C     | Hisham Emurli       |
| 17 | Brasile (bandiera)            | C     | Neto                |
| 17 | Svizzera (bandiera)           | A     | Marko Dangubic      |
| 18 | Svizzera (bandiera)           | C     | Valérian Boillat    |
| 19 | Turchia (bandiera)            | D     | Ilker Tugal         |
| 20 | Svizzera (bandiera)           | C     | Laurant Sadiki      |
| 21 | Svizzera (bandiera)           | D     | Braima Gafner       |
| 21 | Svizzera (bandiera)           | A     | Ardit Zenuni        |
| 22 | Svizzera (bandiera)           | C     | Samir Naïli         |
| 23 | Svizzera (bandiera)           | P     | Christian Schindler |
| 30 | Svizzera (bandiera)           | P     | Dominique Aebi      |
| 30 | Germania (bandiera)           | P     | Leon Separautzki    |
|    | Senegal (bandiera)            | C     | Mar Ba              |
|    | Svizzera (bandiera)           | C     | Adam Begbie         |
|    | Svizzera (bandiera)           | A     | Fabio Morelli       |

## Organigramma societario
Area tecnica
- Allenatore: Bernard Pulver
- Allenatore in seconda:
- Preparatore dei portieri:
- Preparatori atletici:

## Calciomercato

### Sessione estiva
| Acquisti | Acquisti         | Acquisti       | Acquisti |
| R.       | Nome             | da             | Modalità |
| -------- | ---------------- | -------------- | -------- |
| P        | Dominique Aebi   | Muri           |          |
| C        | Valérian Boillat | Stade Nyonnais |          |
| D        | Braima Gafner    | Bümpliz        |          |
| A        | Qendrim Makshana | Bavois         |          |
| D        | Daniel Mzee      | Young Boys II  |          |
| C        | Neto             | Utd Zurigo     |          |
| C        | Laurant Sadiki   | Young Boys II  |          |
| A        | David Stojanov   | Bellinzona     |          |
| C        | Vitor Huvos      | Al-Bahrain     |          |

| Cessioni | Cessioni         | Cessioni          | Cessioni |
| R.       | Nome             | a                 | Modalità |
| -------- | ---------------- | ----------------- | -------- |
| C        | Philip Schubert  | Langenthal        |          |
| C        | Evan Melo        | Düdingen          |          |
| D        | Daniel Mzee      | Langenthal        |          |
| C        | Henry Acosta     | Breitenrain       |          |
| C        | Benjamin Collard | Naters            |          |
| A        | Mylord Kasaï     | La Chaux-de-Fonds |          |

### Sessione invernale
| Acquisti | Acquisti       | Acquisti    | Acquisti |
| R.       | Nome           | da          | Modalità |
| -------- | -------------- | ----------- | -------- |
| A        | Marko Dangubic | Sciaffusa   |          |
| A        | Fabio Morelli  | YF Juventus |          |

| Cessioni | Cessioni       | Cessioni   | Cessioni |
| R.       | Nome           | a          | Modalità |
| -------- | -------------- | ---------- | -------- |
| A        | David Stojanov | Bellinzona |          |

## Risultati

### Promotion League
| Arbitro: | Skalonja |

|                   |           |                               |
| Makshana 51’, 77’ | Marcatori | 62’ Lahiouel 84’, 86’ N'Gindu |

| Arbitro: | Schärli |

|            |           |                             |
| Kouamé 90’ | Marcatori | 50’ Stojanov 70’, 90’ Miani |

| Arbitro: | Cibelli |

|  |           |                       |
|  | Marcatori | 74’ Alvarez 90’ Mejdi |

| Arbitro: | Gianforte |

|                        |           |           |
| Ivić 42’ Šabanović 86’ | Marcatori | 65’ Miani |

| Arbitro: | Dégallier |

|                       |           |  |
| Huvos 9’ Stojanov 81’ | Marcatori |  |

| Arbitro: | Gianforte |

|              |           |                                 |
| Stojanov 29’ | Marcatori | 6’, 54’ Sulejmani 61’ Schilling |

| Arbitro: | Piccolo |

|                                                                                        |           |  |
| Fargues 17’, 90’ Besnard 37’ Chentouf 60’ (rig.), 69’ (rig.) Bunjaku 83’ Dessarzin 90’ | Marcatori |  |

| Arbitro: | Piccolo |

|                                                                     |           |  |
| Tahiri 18’ (aut.) Guto 36’ Boillat 77’ Huvos 84’ Miani 88’ Neto 90’ | Marcatori |  |

| Arbitro: | Wolfensberger |

|                      |           |           |
| Lüthi 62’ Kehrli 90’ | Marcatori | 29’ Huvos |

| Arbitro: | Bosnic |

|                           |           |  |
| Stojanov 79’ Makshana 90’ | Marcatori |  |

| Arbitro: | Superczynski |

|                       |           |                          |
| Laski 15’ Morelli 89’ | Marcatori | 39’ Cinquini 57’ Boillat |

| Arbitro: | Horisberger |

|              |           |                              |
| Stojanov 18’ | Marcatori | 6’ Özcan 41’ Mveng 71’ Pinga |

| Arbitro: | Dégallier |

|  |           |              |
|  | Marcatori | 21’ Makshana |

| Arbitro: | Brunner |

|                                          |           |                |
| Stojanov 19’ Miani 57’, 81’ Cinquini 88’ | Marcatori | 45’ (rig.) Kok |

| Arbitro: | Superczynski |

|                           |           |                     |
| Rietmann 50’ Shillova 83’ | Marcatori | 16’ (rig.) Makshana |

#### Girone di ritorno
| Arbitro: | Piccolo |

|                                   |           |                                                          |
| Cissé 15’, 21’ (rig.) Marazzi 47’ | Marcatori | 27’ (rig.) Makshana 87’ Osmani 90’ Cinquini 90’ Stojanov |

| Arbitro: | Turkes |

|                                                        |           |            |
| Miani 8’ Osmani 10’ Tugal 52’ Makshana 74’, 77’ (rig.) | Marcatori | 50’ Rohner |

| Arbitro: | Borra |

|            |           |          |
| Alvarez 4’ | Marcatori | 61’ Neto |

| Arbitro: | Jancevski |

|                        |           |              |
| Dangubic 71’ Tugal 88’ | Marcatori | 43’ Abegglen |

| Arbitro: | Ljatifi |

|                                      |           |                                    |
| Balaj 36’ Nimi 38’ Giampà 48’ (rig.) | Marcatori | 28’ Boillat 64’ Miani 90’ Makshana |

| Arbitro: | Gut |

|                                |           |                                   |
| Chihadeh 21’ Röthlisberger 60’ | Marcatori | 47’ Emurli 55’ Miani 82’ Makshana |

| Arbitro: | Hänggi |

|  |           |                     |
|  | Marcatori | 38’ (rig.) Chentouf |

| Zurigo 7 aprile 2018, ore 16:00 CEST 23ª giornata | Utd Zurigo | 0 – 0 referto | Köniz | Sportanlage Buchlern (148 spett.)\| Arbitro: \| Gut \| |
| Arbitro:                                          | Gut        |               |       |                                                        |

| Arbitro: | Gianforte |

|              |           |  |
| Makshana 31’ | Marcatori |  |

| Arbitro: | Morais |

|                        |           |  |
| Stabile 20’ Tausch 43’ | Marcatori |  |

| Arbitro: | Wolfensberger |

|             |           |           |
| Makshana 4’ | Marcatori | 46’ Causi |

| Arbitro: | Dudic |

|                                   |           |              |
| Khasa 41’ Almeida 43’ Arevalo 90’ | Marcatori | 67’ Dangubic |

| Arbitro: | Bosnic |

|                             |           |           |
| Makshana 21’, 28’ Miani 51’ | Marcatori | 51’ Kasaï |

| Arbitro: | Rothenfluh |

|              |           |           |
| Lahiouel 48’ | Marcatori | 90’ Miani |

| Arbitro: | Rosset |

|                                             |           |                                                  |
| Makshana 16’ Miani 29’ Morelli 51’ Neto 86’ | Marcatori | 31’ Ahmeti 35’, 64’ Mbarga 37’ Blatter 75’ Gomes |

## Statistiche

### Statistiche di squadra
| Competizione     | Punti | In casa | In casa | In casa | In casa | In casa | In casa | In trasferta | In trasferta | In trasferta | In trasferta | In trasferta | In trasferta | Totale | Totale | Totale | Totale | Totale | Totale | DR |
| Competizione     | Punti | G       | V       | N       | P       | Gf      | Gs      | G            | V            | N            | P            | Gf           | Gs           | G      | V      | N      | P      | Gf     | Gs     | DR |
| ---------------- | ----- | ------- | ------- | ------- | ------- | ------- | ------- | ------------ | ------------ | ------------ | ------------ | ------------ | ------------ | ------ | ------ | ------ | ------ | ------ | ------ | -- |
| Promotion League | 42    | 15      | 8       | 1       | 6       | 34      | 22      | 15           | 4            | 5            | 6            | 22           | 31           | 30     | 12     | 6      | 12     | 56     | 53     | +3 |
| Totale           | 42    | 15      | 8       | 1       | 6       | 34      | 22      | 15           | 4            | 5            | 6            | 22           | 31           | 30     | 12     | 6      | 12     | 56     | 53     | +3 |

### Andamento in campionato
| Giornata  | 1  | 2 | 3  | 4  | 5  | 6  | 7  | 8  | 9  | 10 | 11 | 12 | 13 | 14 | 15 | 16 | 17 | 18 | 19 | 20 | 21 | 22 | 23 | 24 | 25 | 26 | 27 | 28 | 29 | 30 |
| --------- | -- | - | -- | -- | -- | -- | -- | -- | -- | -- | -- | -- | -- | -- | -- | -- | -- | -- | -- | -- | -- | -- | -- | -- | -- | -- | -- | -- | -- | -- |
| Luogo     | C  | T | C  | T  | C  | C  | T  | C  | T  | C  | T  | C  | T  | C  | T  | T  | C  | T  | C  | T  | T  | C  | T  | C  | T  | C  | T  | C  | T  | C  |
| Risultato | P  | V | P  | P  | V  | P  | P  | V  | P  | V  | N  | P  | V  | V  | P  | V  | V  | N  | V  | N  | V  | P  | N  | V  | P  | N  | P  | V  | N  | P  |
| Posizione | 11 | 7 | 13 | 14 | 10 | 11 | 15 | 10 | 12 | 10 | 10 | 13 | 11 | 9  | 10 | 9  | 6  | 8  | 5  | 6  | 4  | 4  | 4  | 4  | 5  | 5  | 6  | 6  | 6  | 7  |

Legenda:

Luogo: C = Casa; T = Trasferta. Risultato: V = Vittoria; N = Pareggio; P = Sconfitta.

### Statistiche dei giocatori
| D. Aebi        | 2  | 0  | 0 | 0 |
| M. Ba          | 1  | 0  | 0 | 0 |
| A. Begbie      | 1  | 0  | 0 | 0 |
| V. Boillat     | 28 | 3  | 4 | 0 |
| I. Carrasco    | 21 | 0  | 4 | 0 |
| M. Cinquini    | 18 | 3  | 3 | 0 |
| M. Dangubic    | 13 | 2  | 1 | 0 |
| H. Emurli      | 23 | 1  | 1 | 0 |
| B. Gafner      | 0  | 0  | 0 | 0 |
| G. Guto        | 22 | 1  | 2 | 0 |
| A. Henzi       | 10 | 0  | 0 | 0 |
| V. Huvos       | 6  | 3  | 0 | 0 |
| S. Keller      | 15 | 0  | 1 | 0 |
| J. Koubský     | 5  | 0  | 3 | 0 |
| C. Ledesma     | 0  | 0  | 0 | 0 |
| Q. Makshana    | 29 | 15 | 5 | 0 |
| C. Miani       | 30 | 12 | 1 | 0 |
| F. Morelli     | 3  | 1  | 0 | 0 |
| D. Mzee        | 3  | 0  | 1 | 0 |
| S. Naïli       | 24 | 0  | 5 | 0 |
| N. Neto        | 27 | 3  | 1 | 0 |
| A. Osmani      | 28 | 2  | 0 | 0 |
| M. Portillo    | 16 | 0  | 2 | 0 |
| C. Rizzo       | 1  | 0  | 0 | 0 |
| L. Sadiki      | 11 | 0  | 0 | 0 |
| C. Schindler   | 13 | 0  | 0 | 0 |
| P. Schubert    | 6  | 0  | 4 | 0 |
| L. Separautzki | 0  | 0  | 0 | 0 |
| M. Stauffiger  | 26 | 0  | 6 | 0 |
| D. Stojanov    | 17 | 7  | 1 | 0 |
| I. Tugal       | 18 | 2  | 3 | 0 |
| R. Walther     | 0  | 0  | 0 | 0 |
| A. Zenuni      | 0  | 0  | 0 | 0 |